# Alburnus istanbulensis
Alburnus istanbulensis és una espècie de peix cipriniforme de la família dels ciprínids.